# NGC 2469
NGC 2469 é uma galáxia espiral (Sb/P) localizada na direcção da constelação de Lynx. Possui uma declinação de +56° 40' 48" e uma ascensão recta de 7 horas, 58 minutos e 03,2 segundos.
A galáxia NGC 2469 foi descoberta em 18 de Março de 1790 por William Herschel.